# テキサスシティ
テキサスシティはアメリカ合衆国テキサス州ガルベストン郡の都市。ガルベストン湾の南西部に位置する。テキサスシティはガルフ・コースト地方の活気のある港町で、石油精製や石油化学工業の中心である。人口は51,898人（2020年国勢調査）で、ガルベストン郡ではリーグシティ、ガルベストンに次いで3番目の規模である。市はヒューストン大都市圏の一部に入っている。1947年に港で大爆発が起こり、市街地が壊滅的な被害を受けたことで有名になった。

## 歴史
「ガルベストン湾のショールポイントという場所は主要な港となる潜在性を持っていた。ショール・ポイントは、テキサス革命で活躍した退役軍人がその功績により土地を与えられた1830年代から存在していた。この地名は郵便局が開設された1878年に名づけられた。」
と、3人のカモのハンターが1891年に記述している。3人はミネソタ州ダルース出身のベンジャミン・マイヤーズ、ヘンリー・マイヤーズ、ジェイコブ・マイヤーズ兄弟であった。
ダルースへ戻った後、彼らはマイヤーズ兄弟財団を立ち上げ、投資家を説得して資金を集め、ショールポイントを含むガルベストン湾に面した土地を10,000エーカー購入した。その後、この土地はテキサスシティと名付けられた。

### 市の設立
投資家たちは1893年までにテキサスシティ開発会社（TCIC）を発足させ、都市の区画整理を計画した。郵便局は1893年に開設され、ミネソタやミシガン州から移った約250人が働いた。TCICは連邦政府からの許可を受け、ボリバー・ローズ（ガルベストン島の東端）から市内へ向け幅8フィート深さ40フィートの運河を浚渫した。

1894年にこの運河ははじめて商業的に利用された。最終的には、運河は港から1.5マイルの長さまで延伸させることになる。
また、ガルベストンやヒューストンなどを結んでいる市内南方の2つの線路まで、4マイルの線路を敷設した
。
これらの事業の成功にもかかわらず、TCICは1897年に破綻してしまった。そして会社の資産をもとにしてテキサスシティ会社、テキサスシティ鉄道ターミナル会社2つの会社が新たに組織された。
テキサスシティ会社は3000もの土地区画を取得し、水道・ガス・電気の供給を手掛けた。テキサスシティ鉄道ターミナル会社は鉄道の経営を行った。これらの特許は1899年2月4日に与えられた。
1900年に運河を25フィートの深さに浚渫する許可が下りた。しかし同年のハリケーンで浚渫船が陸に上がってしまうなどの壊滅的な被害を受け、計画は一時中断してしまった。それに対して、テキサスシティ港はハリケーンが去った後も使える状態にあった。最初の外洋船であるSSピクア号がメキシコから到着したのは、まだ運河の浚渫が完了していない1904年9月28日であった。浚渫は1905年3月19日に完了し、連邦政府は市内に税関を設けた。その後港は急速に発展し、1902年に12だった波止場の数は1910年には239に増加した。
1908年、テキサスシティ製油会社は港の隣に製油所を建設する特許を与えられた。それから数年間は、テキサス州において石油の副産物のワックスや潤滑油を生産できる唯一の製油所であった。その後、この設備はテキサスの石油企業家シド・リチャードソンによって広められた。さらに3つの精製所も建設され、市はテキサスの石油製品を大西洋沿いの東海岸へと海上輸送する拠点の港となった。
1911年、テキサスシティは市制を施行した。最初の市長選が9月16日に行われ、ウィリアム・P・ターピーが当選した。
1913年、メキシコ革命の襲撃からガルフ・コースト地方を守るため、アメリカ陸軍第2歩兵師団が市に配置された。
1915年8月、軍のキャンプがハリケーンによって完全に破壊され、9人の兵士が亡くなった。軍の指導部は即座にキャンプをサンアントニオに移した。
1921年、テキサスシティ鉄道ターミナル会社は港湾設備の運営を引き受けた。社長に任命されたヒュー・B・ムーアは事業拡大のための野心的な計画をはじめた。彼は砂糖精製工場、ガソリン分解プラント、カントリーエレベーターなどを誘致した。多くの貯蔵所やタンクファームも彼の支援により発展した。市は2つのガソリン精製所、砂糖精製工場、2つの綿圧縮工場、さらに乗り合いバスなどの繁栄に支えられ、1925年までにテキサスシティの人口は3500人に達したと推定される。
1930年、大恐慌や競争の激化のため砂糖精製工場が破産した。石油産業が再び発展に転じるまでの数年間、市は不況に悩まされた。1931年、リパブリック石油がガソリン精製工場を開いた。1934年にはパン・アメリカン石油（スタンダード・オイル・オブ・インディアナの子会社）が事業を開始した。テキサスシティがよりメキシコ湾に近いとの理由もあって、ムーアはヒューストン・シップ・チャネルにあったこの製油所の誘致に成功した。1930年代までに、市の人口は5,200人に増加した。
1939年-1940年にかけて、シートレイン・ライズ社は港にターミナルを建設した。この会社は自社の船でテキサスシティからニューヨークまで、毎週鉄道車両を輸送することを専門としていた。
1940年までに、テキサスシティはヒューストン、ボーモント、ポートアーサーに次ぎ、テキサス州で4番目の規模の港に成長した。

### テキサスシティ堤防
テキサスシティ堤防は1930年代に建設された花崗岩製の人工の防波堤で、ヒューストン・シップ・チャネル下流部の泥の堆積を防ぐために造られた。
この堤防は地元では「世界で最も長い人工の釣り桟橋」として有名である。その長さは約8㎞で、ガルベストン湾の南東部まで伸びている。

### 第2次世界大戦の衝撃
産業の発展や繁栄は、アメリカが第2次世界大戦に巻き込まれたことで終息した。敵国の潜水艦の脅威のため、中東・南アメリカ・東南アジアの友好国からの石油製品の積荷は完全に途絶えてしまった。石油精製所や化学プラントは戦時遂行努力として、休みなく最大限に稼働した。ディフェンス・プラント社の社長ジェシー・H・ジョーンズは、世界のスズの精錬所を全て足しても、もはやアメリカの需要に応えきれないと悟り、テキサスシティに精錬所を建設する決断をした。市は、合成ゴムに不可欠な原料であるスチレンを製造する石油プラント建設への資金を提供した。モンサントケミカル社が経営を請け負い、このことが戦後さらに大きな石油コンビナートとして発展する核になった。1950年までに市の人口は16,620人を数えた。

### 1947年テキサスシティ大災害
戦後の繁栄は、1947年4月16日の朝、突然終わりを告げた。フランス船籍の貨物船グランドキャンプ号の船内で火災が発生し、積荷の硝酸アンモニウムに引火、爆発を起こした。テキサスシティ大災害ははアメリカ史上最悪の産業事故と捉えられている。硝酸アンモニウムはネブラスカ州とアイオワ州で製造され、テキサスシティのドックに貯蔵されたときにはすでにオーバーヒートしていた。爆発によってグランドキャンプ号のすぐ近くにあったモンサント社のプラントや事務所は破壊され、倉庫は吹き飛ばされ、船の破片があらゆる方向に飛び散った。そして隣に停泊していたハイ・フライヤー号も炎上、さらにハイ・フライヤー号の錨が外れたことにより、その隣のウィルソン・B・キーン号に衝突した。これらの船も硝酸アンモニウムを積んでおり、それぞれ炎上、爆発した。最終的に581人が死亡、5,000人以上が負傷する大惨事となった。爆発があまりに激しく強烈であったため、最初の爆発に巻き込まれた消防関係者の多くは消息が分かっていない。
鉄筋コンクリート製のカントリーエレベーターには破片によって小さなくぼみが生じ、さらにグランドキャンプ号のドライブシャフトが埋め込まれた。錨は数マイル先まで吹き飛び、パンアメリカン石油の製油所の敷地内に埋まっているのが発見された。煙を見に集まった学生や住民も多く亡くなり、港に近い地区の住宅は完全に破壊された。23㎞離れたガルベストンの住民も爆発に膝が震えたという。周辺の化学薬品、石油タンク、製油所も爆風により炎上した。少なくとも63の遺体が身元不明で、市内北部の共同墓地に埋葬された。テキサスシティ大災害はアメリカにとって防災計画の出発点になったと広く捉えられている。モンサント社などの石油プラントは再建に全力を傾け、最終的に街は事故から立ち直った。現在、港の同じ地域には多数の製油所が建ち並んでいる。テキサスシティはたびたび「死ぬことのない町」というニックネームで呼ばれたが、その名前の的確さは2008年9月13日前後にかけて襲ったハリケーン・アイクでもう一度試されることになる。

### マラソン社にからむ事故
1978年5月30日、マラソン・オイル社の大型石油タンク（55,000ガロン）2基が次々と爆発炎上。死者20人以上。
1987年8月30日には、マラソン・オイル社のクレーンが積荷をフッ化水素のタンクに誤って落下させる事故を起こし、16,000㎏のフッ化水素ガスが放出された。この事故により3,000人の住民が避難した
。

### 2005年テキサスシティ製油所爆発事故
2005年3月23日、BP社の製油所が爆発し、15人が死亡、100人以上が負傷した
。
爆発した製油所はアメリカでも3番目の規模を誇っており、従業員は2000人以上、原油処理能力は1日当たり46万バレル (73,000 m³)で、アメリカ国内で消費される石油の約4%を毎日生産していた。

### 2008年ハリケーン・アイク
ハリケーン・アイクによる暴風や高波は、ガルベストン郡全域に壊滅的な被害をもたらしたが、テキサスシティは他の標高が低い地域のような惨状には至らなかった。市は1961年のハリケーン・カーラで壊滅的な被害を受けたことから、1960年代初めに市の周囲を囲うように27㎞の長さにわたる堤防が建設されていた。さらに、ガルベストン湾、ドラー湾、モーゼス湖に隣接する市の北東部の周囲一帯にはアルキメディアン・スクリューを備えた排水ポンプが配置されていた。堤防と排水ポンプはハリケーンの猛烈な高潮から市内を守り、大規模な被害からは免れた。市内の被害の大部分は、ハリケーンの暴風と大雨によるものに抑えられた。
ハリケーン上陸翌日の2008年9月14日の日曜日、市内の高校のサッカー場「スティンガリー・スタジアム」は、海岸に近いボリバー半島やガルベストン島などからテキサス州軍のUH-60 ブラックホークで避難した人々が集まっていた。翌9月15日の朝までにはアメリカ赤十字社が救援物資寄付センターを開設した。
テキサスシティ堤防はハリケーンが通過した9月13日の早朝、ハリケーンの3.7mを超える高潮に飲み込まれた。埠頭と堤防上の道路は破壊されたが、堤防それ自体は嵐を切り抜けた。堤防は道路や付属設備が再建されるまでの3年間閉鎖された。2011年9月に通行が再開された。

## 地理

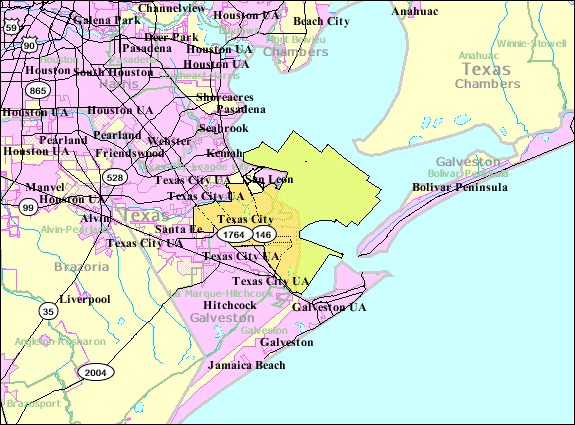
テキサスシティの地図

テキサスシティはガルベストンの16㎞北西、ヒューストンの60㎞南東に位置している。
アメリカ合衆国国勢調査局によれば、市域全面積は185.6平方マイル (480.6 km2)であり、このうち陸地63.8平方マイル (165.2 km2)、水域は121.7平方マイル (315.3 km2)である
。
公式には市の標高は3ｍとなっているが、それより標高が低い地域もある。それらの地域はハリケーンの洪水や高潮による被害を受けやすい。
市の南部と西部は平坦な地形で、南部のほとんどは湿地帯が広がっている。市の北側はモーゼス・バイユーからの真水で満たされるモーゼス湖に面している。湖は市の東側のガルベストン湾へ流れ出る。

## 経済
市の経済は、海運業ならびに石油精製や石油化学などの重工業に長年頼ってきた。テキサスシティコンビナートは石油化学産業の中心的存在である。
コンビナートのうち、マラソン・オイル社が運営するテキサスシティ製油所はテキサス州内で2番目、アメリカ国内でも3番目の規模であった

。
テキサスシティ港はテキサス州内で第4位、アメリカ国内で第12位の貨物取扱量を誇る
。
ここ数十年、市の企画課は観光、健康管理などの部門の多角化を目指している。
1974年に、テキサスシティは早くもアメリカ合衆国環境保護庁が土壌汚染の調査・浄化のために制定したスーパーファンド法で、土壌汚染のトップ10にリストアップされた。市では長年の間、有毒廃棄物の処理は旧式のままで行われていた。
2010年現在、SSAマリーン社はテキサスシティ国際ターミナルという新たな貨物コンテナを、ショール・ポイントに建設する計画を立てている。
この計画は2014年にパナマ運河の拡張が完了するのに合わせ、市がガルフ・コースト地域とアジアとの貿易拡大を狙ったものである。
テキサスシティ港の貨物取扱量は5600万トン以上で、テキサス州内で第4位、アメリカ国内で第12位（2012年のランキング）にランクインしている。
港を運営するテキサスシティ鉄道ターミナル会社は港と内陸部とを結ぶ移動手段を提供しており、年間25,000台以上の車両が利用する。
株主の援助によりテキサスシティ港は民有港として繁栄し、ユニオン・パシフィック鉄道やBNSF鉄道との接続で貨物運輸の迅速なやり取りが可能になっている。

## 教育

### 小中学校
市の大半はテキサスシティ独立学区に属している。幼稚園から4年生までの小学校はコーフェルト小学校、ルーズベルト・ウィルソン小学校、ヘイツ小学校、ノースサイド小学校の4校、5年生・6年生の児童を対象とする小学校はレヴィ・フライ小学校の1校、7・8年生（中学校1・2年生）が対象の中学校はブロッカー中学校の1校がある。
高校はテキサスシティ高校がスタジアムの隣に位置している。
市内の一部地域はディキンソン独立学区、ラマルク独立学区に属している。
市の一部地域はディキンソン高校、ラマルク高校の学区内にある。
私立学校は、ガルベストン・ヒューストン大司教区の運営するカトリック系のファティマの聖母小学校が市内にある。

### 大学
メインランド大学が市内にキャンパスを置いている。

### 公立図書館
市立ムーア記念図書館は北9番アベニュー1701番地に位置する。1928年、市庁舎の一室に市営図書館を開設した。図書館の運営はテキサスシティ市民クラブが行った。1947年、市庁舎がテキサスシティ大災害で損傷したため、1948年に図書館は5番ストリート9番アベニューに移設し、ヒュー・ベントン・ムーア、ヘレン・ムーア両氏に因んで現在の名前となった。1964年に図書館は現在の場所に移された。1984年には総床面積を2000m2に拡大した。
北6番ストリート409番地のテキサスシティ博物館は2階建てで、以前はJ.C.ペニー社が所有していた。博物館は火曜日から土曜日の午前10時から午後4時まで開館している。ガルベストン郡鉄道模型クラブは毎週土曜日、2階で展示を行っている。

## 公園・自然保護区
テキサスシティ・プレーリー保護区はモーゼス湖岸の面積9.3㎞2の範囲に広がっている自然保護区である。保護区の区域内にはプレーリーや湿地でみられる動植物の生息地も含まれる。保護区の一部（0.16 km2）は一般市民が利用でき、キャンプサイトが置かれている。保護区内には観光用に沼を渡るボードウォークが設置されている
。
ネスラー公園は毎年開催される「ミュージックフェスト・バイザベイ」の会場などとして使われる広さ0.22 km2の公園である。他の市内の主な公園は、カーヴァー公園、ゴダード公園、ホランド公園などがある。
テキサスシティ堤防の西約4㎞、北3番アベニュー109番地に位置する、テキサスシティの創設者の一人フランク・B・デヴィソンの旧邸宅は、テキサスシティ・ヘリテージ・スクエア歴史地区の目玉である。デヴィソンの旧邸宅は1897年にヴィクトリア様式で建築され、そこでデヴィソン氏の第一子が誕生した。建物はテキサスシティ歴史協会が維持管理を行っている。

## 交通
この地域の主要な幹線道路はガルフ・フリーウェイである。この道路は州間高速道路45号線の一部になっており、テキサスシティとガルベストン、ヒューストンのほかアメリカ国内の主要都市を結ぶ。テキサス州道146号線はテキサスシティとガルベストン・ベイエリアの沿岸部の都市を結んでいる。
テキサス環状197号線はテキサス州道146号線に接続し、市内外周を走る環状線で、市内中心部へのアクセスに利用される。
グレイハウンド社は、隣のラマルク市にあるテキサスシティ・ラマルク発着所から国内各地へのバス路線を運行している。

## 人口推移
以下にテキサスシティ市における1920年から2020年までの人口推移をグラフおよび表で示す。
| 統計年 | 人口     |
| ------ | -------- |
| 1920年 | 2,509人  |
| 1930年 | 3,534人  |
| 1940年 | 5,748人  |
| 1950年 | 16,620人 |
| 1960年 | 32,065人 |
| 1970年 | 38,908人 |
| 1980年 | 41,201人 |
| 1990年 | 40,822人 |
| 2000年 | 41,521人 |
| 2010年 | 45,099人 |
| 2020年 | 51,898人 |

## 著名な出身者
- チャールズ・ブラウン - ブルースピアニスト、歌手。